# Irlanda en el Festival de la Canción de Eurovisión Junior
Irlanda fue uno de los países que debutaron en el XIII Festival de la Canción de Eurovisión Junior en 2015.
El 23 de marzo de 2015, la televisión irlandesa TG4 confirmó su debut en el Festival de la Canción de Eurovisión Junior 2015, siendo su primera participación en este festival. Esta es la radiodifusora que representa al país en este festival a diferencia del festival de adultos que es representado por RTÉ.
Según el Supervisor Ejecutivo del festival, Vladislav Yakovlev, ya habían mantenido conversaciones con TG4 desde agosto de 2014, pero debido a que no tenían los fondos necesarios para participar en 2014, decidieron plantearse seriamente participar en 2015.
Su puntuación media hasta 2024 es de 69,33 puntos.

## Participaciones
| 2015                 | Sofía     | Aimee Banks        | «Réalta Na Mara»   | 12 | 36  |
| 2016                 | La Valeta | Zena Donnelly      | «Bríce Ar Bhríce»  | 10 | 122 |
| 2017                 | Tiflis    | Muireann McDonnell | «Súile Glasa»      | 15 | 54  |
| 2018                 | Minsk     | Taylor Hynes       | «I.O.U.»           | 15 | 48  |
| 2019                 | Gliwice   | Anna Kearney       | «Banshee»          | 12 | 73  |
| No participó en 2020 |           |                    |                    |    |     |
| 2021                 | París     | Maiú Levi Lawlor   | «Saor (Disappear)» | 18 | 44  |
| 2022                 | Ereván    | Sophie Lennon      | «Solas»            | 4  | 150 |
| 2023                 | Niza      | Jessica McKean     | «Aisling»          | 16 | 42  |
| 2024                 | Madrid    | Enya Cox Dempsey   | «Le Chéile»        | 15 | 55  |
| 2025                 | Tiflis    | -                  | -                  | -  | -   |

## Votaciones
Irlanda ha dado más puntos a...
| N.º | País                | Puntos |
| --- | ------------------- | ------ |
| 1   | Georgia             | 52     |
| 2   | Francia             | 45     |
| 2   | Italia              | 45     |
| 3   | Polonia             | 44     |
| 4   | Albania             | 41     |
| 5   | Ucrania             | 35     |
| 6   | Armenia             | 31     |
| 7   | Países Bajos        | 28     |
| 8   | Macedonia del Norte | 25     |
| 8   | Bielorrusia         | 25     |
| 9   | Australia           | 23     |
| 10  | Serbia              | 22     |

Irlanda ha recibido más puntos de...
| N.º | País                | Puntos |
| --- | ------------------- | ------ |
| 1   | Malta               | 30     |
| 2   | Italia              | 28     |
| 3   | Ucrania             | 21     |
| 4   | Serbia              | 18     |
| 4   | Polonia             | 18     |
| 4   | Francia             | 18     |
| 5   | Portugal            | 15     |
| 6   | Georgia             | 14     |
| 7   | Australia           | 13     |
| 8   | Países Bajos        | 11     |
| 9   | Rusia               | 10     |
| 9   | Kazajistán          | 10     |
| 10  | Macedonia del Norte | 9      |
| 10  | España              | 9      |

## Portavoces
| Año  | Portavoz            | 12 Puntos |
| ---- | ------------------- | --------- |
| 2023 | ??                  | Francia   |
| 2022 | Holly Lennon        | Francia   |
| 2021 | Reuben Levi Hackett | Polonia   |
| 2019 | Leo Kearney         | Italia    |
| 2018 | Álex Hynes          | Georgia   |
| 2017 | Walter McCabe       | Polonia   |
| 2016 | Andrea Leddy        | Australia |
| 2015 | Anna Banks          | Bulgaria  |